# Dracula (série de films)
Pour les articles homonymes, voir Dracula (homonymie).
Pour les autres adaptations, voir Liste des films avec Dracula.

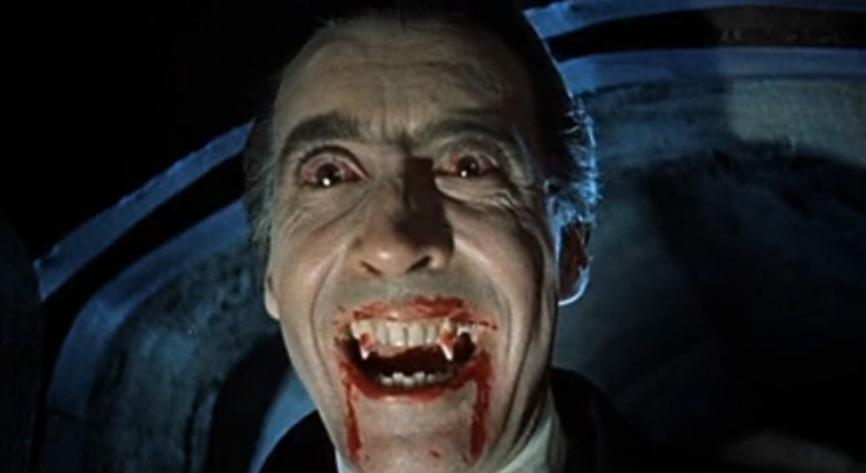
Christopher Lee (Comte Dracula) dans Le Cauchemar de Dracula (1958).

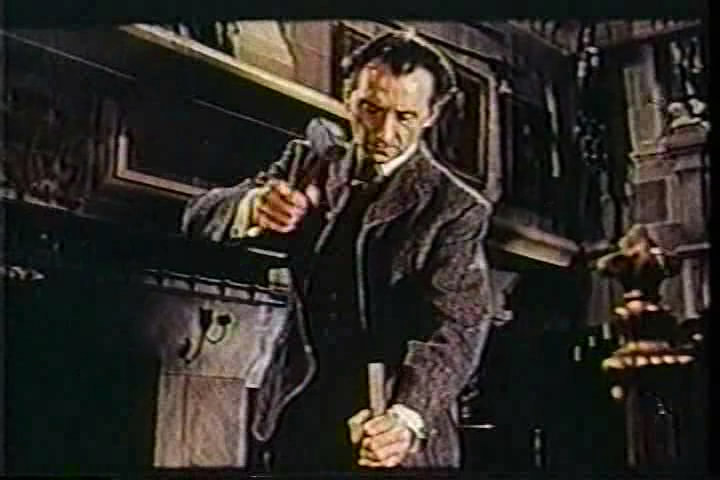
Peter Cushing (Abraham Van Helsing) dans Les Maîtresses de Dracula (1960).

Dracula est une franchise cinématographique britannique composée de neuf films fantastiques et d'horreur produits par la société Hammer Film Productions entre 1958 et 1974, du premier volet Le Cauchemar de Dracula au dernier La Légende des sept vampires d'or. Les films ont été réalisés par Terence Fisher pour les deux premiers, Freddie Francis pour le troisième, Peter Sasdy pour le quatrième, Roy Ward Baker pour le cinquième et le huitième et enfin Alan Gibson pour le sixième et le septième. On peut éventuellement ajouter au décompte Les Maîtresses de Dracula, sorti entre le premier et le second volet et réalisé par Terence Fisher qui, malgré son titre trompeur, a la particularité de ne pas mettre en  scène le personnage du Comte Dracula.
Considérée comme une saga culte de l'histoire du cinéma fantastique pour son grand soin esthétique ainsi que sa manière de dépoussiérer Dracula (créé par Bram Stoker en 1897 pour son roman Dracula), cette franchise a fait entrer le duo Christopher Lee / Peter Cushing (reproduisant le duel entre le mal et le bien de Frankenstein s'est échappé) dans la postérité. Elle est également à l'origine de plusieurs attributs du personnage de Stoker qui seront repris plusieurs fois par la suite, comme ses canines proéminentes (faisant leur première apparition au cinéma), ainsi que l'aura érotique du personnage.

## Liste des films
Hammer :
- 1958 : Le Cauchemar de Dracula de Terence Fisher
- 1960 : Les Maîtresses de Dracula de Terence Fisher[Note 2] (sans Christopher Lee)
- 1966 : Dracula, prince des ténèbres de Terence Fisher
- 1968 : Dracula et les Femmes de Freddie Francis
- 1970 : Une messe pour Dracula de Peter Sasdy
- 1970 : Les Cicatrices de Dracula de Roy Ward Baker
- 1972 : Dracula 73 de Alan Gibson
- 1973 : Dracula vit toujours à Londres de Alan Gibson
- 1974 : La Légende des sept vampires d'or de Roy Ward Baker[Note 3] (sans Christopher Lee)

Hors Hammer :
- 1958 : Le Retour de Dracula (The Return of Dracula) de Paul Landres avec Francis Lederer.
- 1969 : Le Château de Dracula (en) (Blood of Dracula's Castle) d'Al Adamson et Jean Hewitt avec Alexander D'Arcy
- 1970 : Les Nuits de Dracula de Jesús Franco (Christopher Lee: Dracula)
- 1972 : Dracula, prisonnier de Frankenstein de Jesús Franco (Howard Vernon: Dracula)
- 1972 : La  Fille de Dracula de Jesús Franco (Howard Vernon: Dracula)
- 1974 : Du sang pour Dracula de Paul Morrissey (Udo Kier: Dracula)
- 1976 : Dracula père et fils de Édouard Molinaro (Christopher Lee: Dracula)
- 1979 : Dracula de John Badham[3]
- 1992 : Dracula de Francis Ford Coppola (Gary Oldman: Dracula)

## Personnages principaux
La saga met principalement en scène deux personnages : le Comte Dracula, qui donne son nom à la saga, ainsi que la famille d'Abraham Van Helsing.

### Comte Dracula

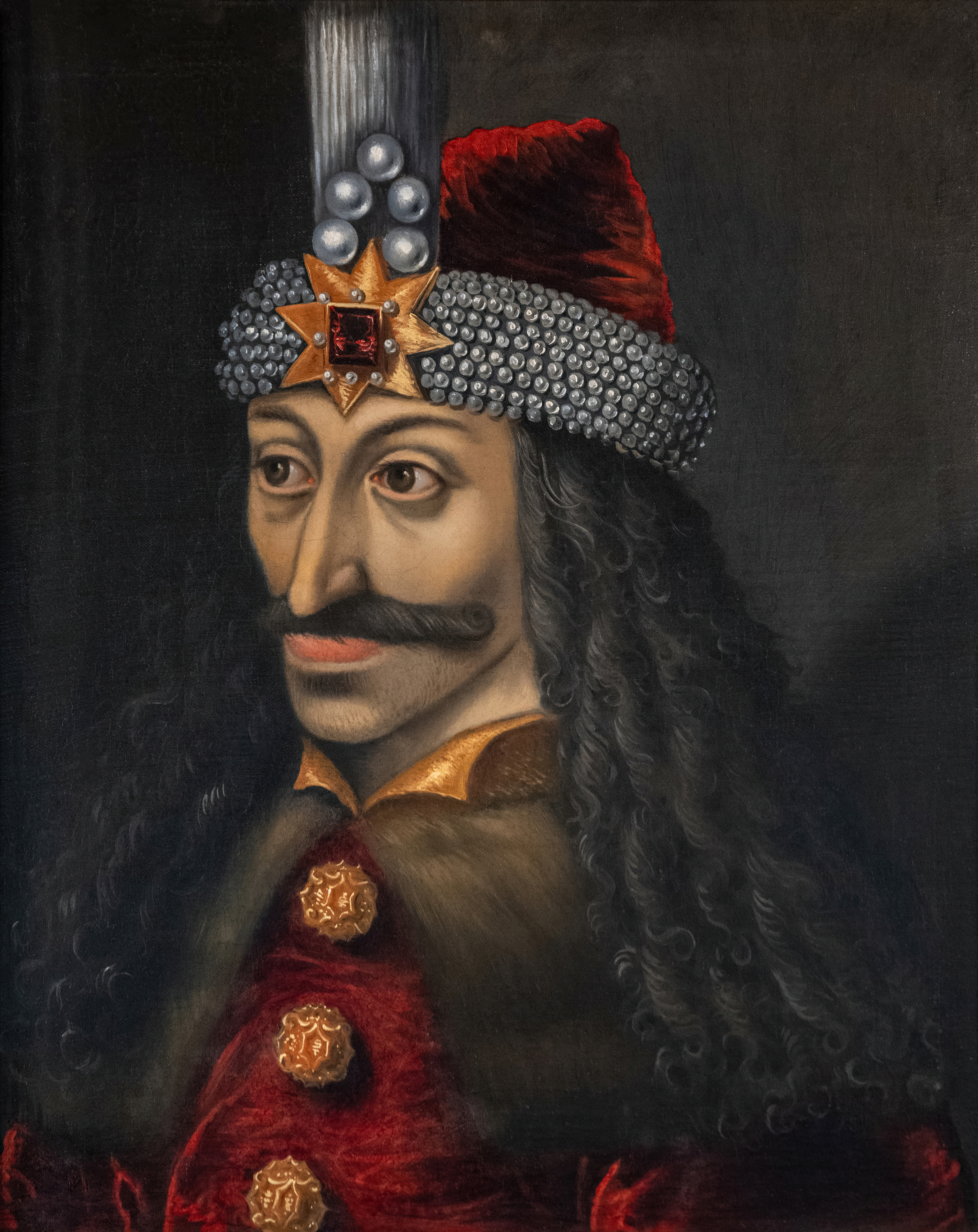
Portrait de Vlad l'Empaleur, personnalité historique dont le surnom « Dracula » a été repris par l'écrivain Bram Stoker pour son personnage de fiction.

Le Comte Dracula est un personnage créé par Bram Stoker pour son roman Dracula, dans lequel il est à la fois le personnage central, car c'est autour de lui que se construit l'ensemble de l'intrigue, et l'antagoniste des héros qui, eux, représentent le Bien. Vampire élégant (aristocratique), probable réincarnation du prince de Valachie Vlad Tepes, dont le goût prononcé pour l'usage de l'empalement est bien connu,, il témoigne d'une grande cruauté souvent raffinée ainsi que d'une passion pour les femmes, dont il fait régulièrement ses victimes. L'interprétation charismatique de Christopher Lee lui donne une grande sensualité ; toutefois, ce personnage reste un monstre, avec ses canines parfois ensanglantées et sa grande violence, même s'il réussit parfois à dissimuler sa véritable nature en se donnant l'apparence d'un être humain pour mieux piéger ses victimes. Vaincu par Van Helsing à la fin d'un duel mémorable dans son château, il réapparait plusieurs fois, d'abord au XIXe siècle, puis dans les années 1970. Parmi ses différentes résurrections, deux sont dues à une messe noire. Il est joué dans toute la saga (à l'exception de Les Maîtresses de Dracula où il n'apparait pas) par Christopher Lee, qui, gêné par la mauvaise qualité des derniers volets, l'incarne avec une grande réticence avant de laisser sa place, pour l'ultime épisode, à John Forbes-Robertson dans La Légende des sept vampires d'or (1974).

### Van Helsing

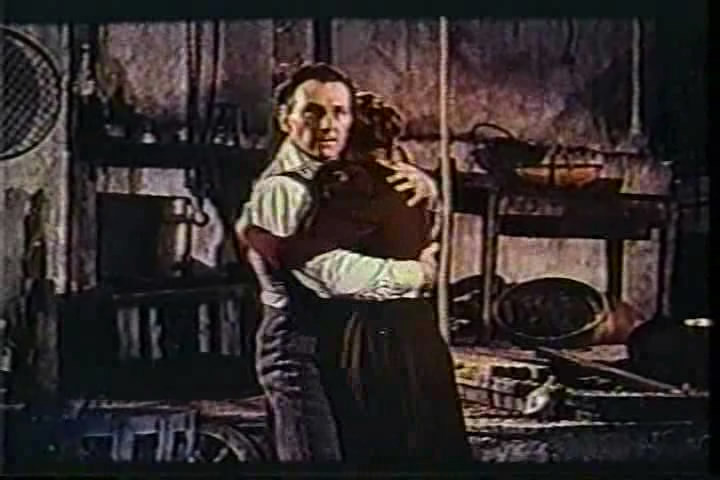
Peter Cushing (Abraham Van Helsing) dans Les Maîtresses de Dracula (1960).

Abraham Van Helsing est déjà l'antagoniste du vampire dans le roman original, où ce vieux professeur, admiré et respecté par les autres personnages (John Seward, Jonathan et Mina Harker, etc.) réussit, grâce à ses nombreuses qualités intellectuelles, à venir à bout du comte dans les froides neiges de la Transylvanie., duel qui démarque le roman du Cauchemar de Dracula (1958) : en effet, c'est au terme d'un combat très cinématographique dans son propre château que Dracula est mis hort d'état de nuire par Van Helsing. Le professeur s'attaque à un autre vampire dans le film suivant, Les Maîtresses de Dracula (1960), et ne rencontrera plus jamais Dracula, qui affrontera d'autres ennemis. Lorsque le comte revient dans les années 1970, c'est le descendant du vampirologue, Lorimer Van Helsing, qui prend le relais, déjà assuré par Lawrence Van Helsing lors des avatars asiatiques du personnage dans La Légende des sept vampires d'or (1974). Les Van Helsing sont joués par Peter Cushing tout au long de la saga, malgré une disparition entre Les Maîtresses de Dracula (1960) et Dracula 73 (1972). Dans Les Maîtresses de Dracula (1960), il semblerait que son prénom ne soit pas Abraham mais J. (Van Helsing) : il s'agit pourtant bien du même personnage.

## Historique de la franchise
Dans cette saga, il y a deux parties qui s'opposent très nettement : l'âge d'or des années 1950, puis le déclin progressif de la firme Hammer Film Productions durant les deux décennies suivantes. En effet, si le premier film est considéré comme un chef-d’œuvre, les suivants perdent en qualité au fur et à mesure des années, en raison d'un budget de plus en plus réduit et de nombreux soucis techniques. On peut également voir une nette rupture entre deux parties : si les premiers volets font bien vivre à l'époque victorienne le personnage créé par Bram Stoker, les suivants le ressuscitent à l'époque de réalisation de ces films, c'est-à-dire les années 1970, ou le font vivre des aventures improbables en Asie.

### Le Cauchemar de Dracula, ou l'âge d'or de la Hammer dans les années 1950

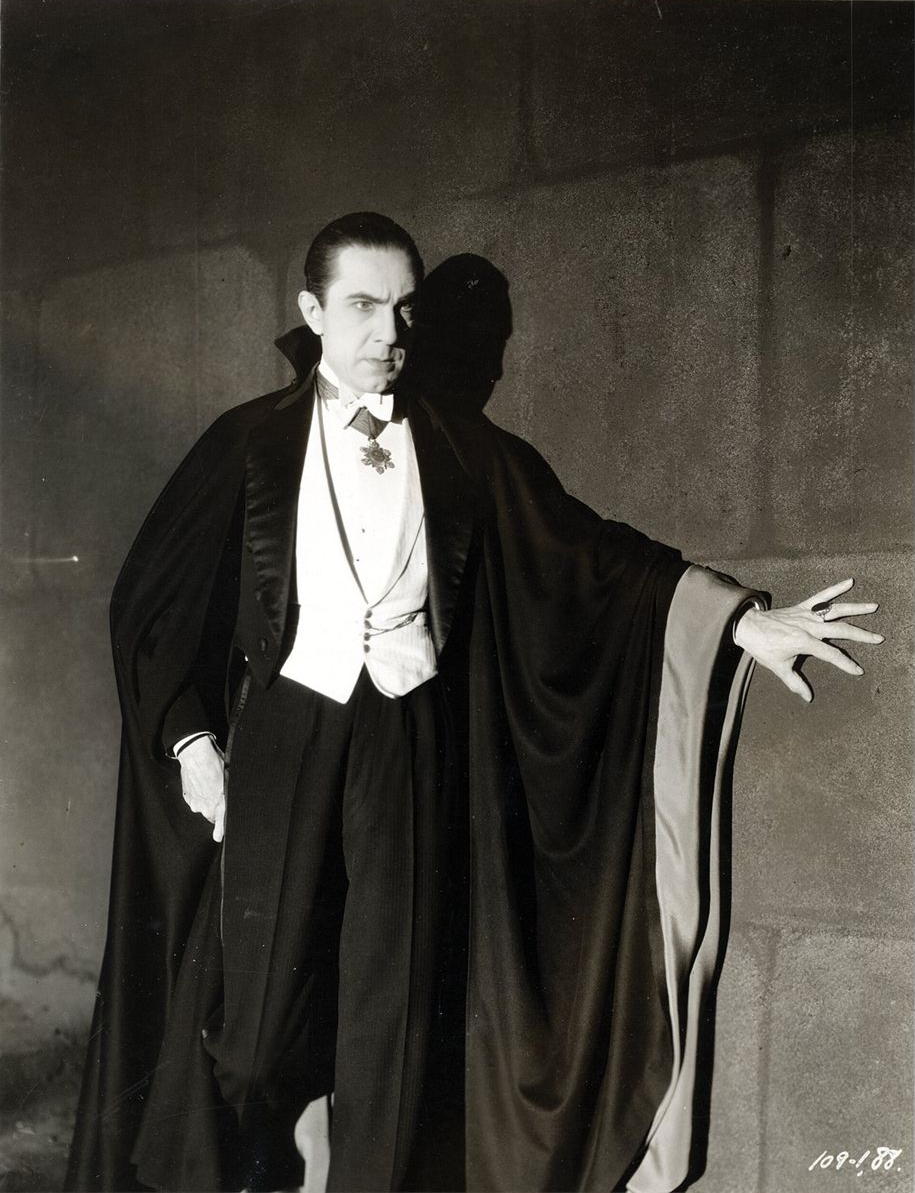
Bela Lugosi dans la version d'Universal (1931).

En 1958, la firme Hammer Films vient tout juste de produire un grand succès : Frankenstein s'est échappé (The Curse of Frankenstein), adapté du roman de Mary Shelley Frankenstein ou le Prométhée moderne, mettant en vedette Peter Cushing et Christopher Lee dans les rôles du savant pour le premier et de sa maléfique créature pour le second. Ce film, dont le thème était déjà très connu grâce à la version de James Whale en 1931, s'était démarqué de son prédécesseur par l'utilisation de la couleur ainsi que l'aspect purement horrifique du scénario, généralement contourné dans la version d'Universal.
Ce succès pousse la Hammer à réunir Lee et Cushing dans une nouvelle version d'un classique de la littérature, lui aussi adapté par Universal dans les années 1930 : Dracula, de Bram Stoker, publié une cinquantaine d'années plus tôt. Terence Fisher, qui avait dirigé Frankenstein, est de retour à la réalisation, avec toute l'équipe technique de Frankenstein s'est échappé : Terence Fisher à la réalisation, Jimmy Sangster au scénario, Jack Asher à la direction de la photographie, James Bernard à la composition et Bernard Robinson aux décors, ce qui explique qu'on retrouve dans ce Cauchemar de Dracula (Horror of Dracula) ce qui avait fait le succès du précédent : la crédibilité des personnages, le jeu des acteurs, les couleurs sublimant certains détails tels que le sang.

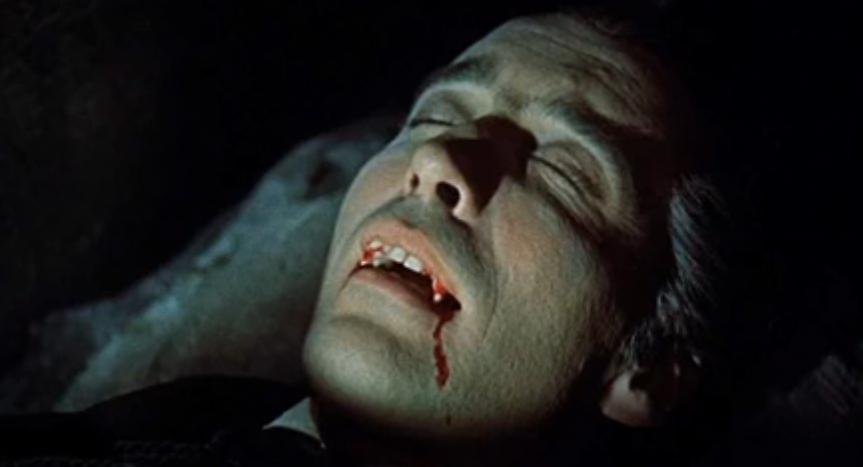
Christopher Lee dans Le Cauchemar de Dracula (1958).

Le film privilégie, comme pour Frankenstein s'est échappé, les éléments horrifiques du scénario, et créé une aura maléfique autour du personnage du Comte Dracula, dont chacune des apparitions provoque la terreur : toutefois, celles-ci restent assez rares, destinées à créer une attente. Enfin, pour la première fois au cinéma, on peut voir les canines du vampire, ce qui contribue à en faire un monstre ; de plus, le scénariste reprend une idée déjà exploité dans Nosferatu le vampire, faire de la lumière un des points faibles du vampire, bel homme au demeurant, doté par l'interprétation de Lee d'une aura érotique originale. Son ennemi, le professeur Abraham Van Helsing, véritable héros de l'histoire, est interprété par Peter Cushing. Comme dans Frankenstein s'est échappé où il incarnait le professeur Frankenstein, il donne à voir un personnage rigoureux, sombre et rude, symbolisant la force du bien face à la sauvagerie maléfique du vampire. Le film se clôt sur une séquence culte du cinéma : un long duel entre les deux personnages dans le château du comte.
Le public est une nouvelle fois au rendez-vous, et Christopher Lee voit sa carrière décoller,. Deux ans après, une « suite » sort au cinéma : Les Maîtresses de Dracula (The Brides of Dracula). Le public retrouve Abraham Van Helsing, toujours joué par Peter Cushing, dans ce film réalisé une nouvelle fois par Terence Fisher où le grand absent est Christopher Lee et son personnage de Dracula. En effet, malgré le titre, Lee ne désirera pas reprendre son rôle avant 1966 : il est remplacé par le Baron Meinster, interprété par David Peel. Ce sera le seul film dérivé avant l'arrivée de nombreuses suites dans les années 1960. Toutefois, le duo Cushing / Lee fait son retour, encore sous la houlette de Terence Fisher, dans La Malédiction des pharaons (The Mummy) et Le Chien des Baskerville (The Hound of the Baskervilles), adaptation du roman de Sir Arthur Conan Doyle mettant en scène Sherlock Holmes.

### Des suites en demi-teinte dans les années 1960

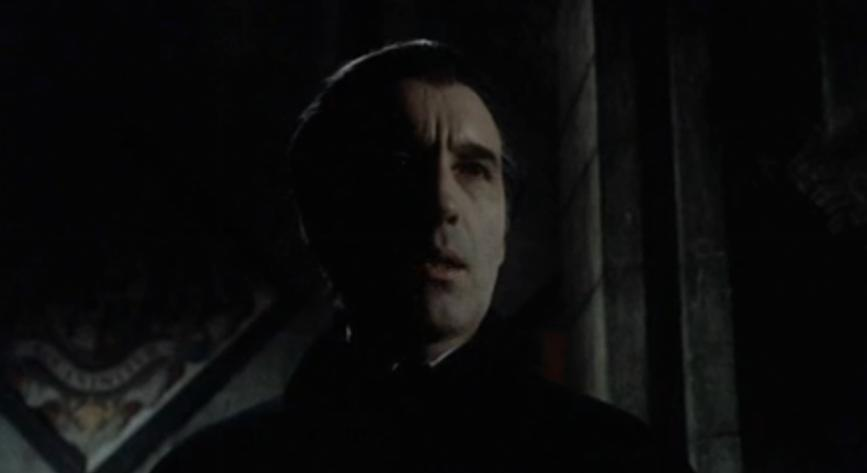
Christopher Lee dans Une messe pour Dracula (1970).

Durant la seconde moitié des années 1960, l'âge d'or de la Hammer semble toucher à la fin : en effet, des films tels que Rosemary's Baby (1968) de Roman Polanski ou L'Exorciste (1973) de William Friedkin dépoussièrent les genres fantastiques et horrifiques et les films de la Hammer ont du mal à changer de style, restant dans un fantastique victorien et gothique dépassé. Consciente du risque de faillite qui la guette, la compagnie britannique décide d'offrir des suites à ses deux plus grands succès : Frankenstein s'est échappé et Le Cauchemar de Dracula.
Christopher Lee, désormais vedette internationale, est peu tenté par ce retour dans un rôle qui l'a pourtant rendu célèbre : il faudra donc attendre huit ans avant qu'il n'accepte de faire son retour, dans Dracula, prince des ténèbres  (Dracula: Prince of Darkness). Terence Fisher est rappelé à la réalisation dans ce film sans Peter Cushing : Van Helsing est en effet absent de l'histoire, et ce jusqu'en 1972, dans Dracula 73. Malgré quelques trouvailles (tels que le serviteur du comte, Kloves) ainsi qu'une ambiance érotique plus pesante (avec Helen, notamment, ainsi que sa belle-sœur Diana), le film est moins bon que le précédent volet. Cependant, son relatif succès au box-office convainc les producteurs d'exploiter le filon de Dracula pour sauver la Hammer.

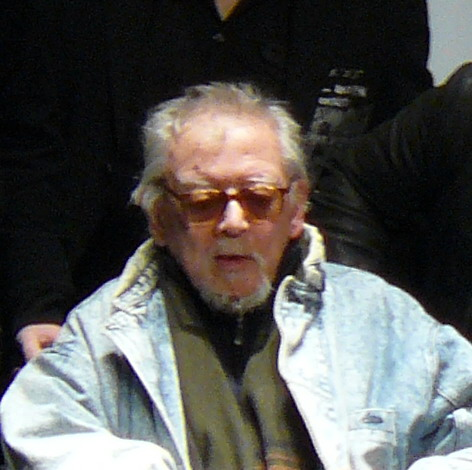
Jesús Franco, réalisateur du film Les Nuits de Dracula (1970).

La compagnie lance le tournage de Dracula et les Femmes, (Dracula Has Risen from the Grave), pour la première aventure du vampire sans Terence Fisher, (empêché pour des raisons de santé), qui laisse la place à Freddie Francis. Celui-ci signe un épisode plus violent que les précédents, avec un prêtre alcoolique, une héroïne à la sexualité libérée. Cette galerie de personnages, très en phase avec cette année 1968 où sortit le film, assombrit encore considérablement la saga vampirique. L'épisode est un succès commercial, quoique moins réussi artistiquement, battant tous les records de la Hammer, qui pense avoir réellement trouvé son salut avec cette franchise. Mais elle se heurte à l'opposition farouche de Lee, qui refuse de reprendre son rôle dans une saga qui, selon lui, n'est plus digne du roman de Bram Stoker. Pour le film suivant, Une messe pour Dracula (Taste the Blood of Dracula), la production imagine donc une suite sans Dracula (comme Les Maîtresses de Dracula) mais, face aux menaces des producteurs américains, elle supplie Lee d'accepter de revenir, lequel cède à contrecœur, pour un résultat très mitigé. Une autre suite est tournée en hâte : Les Cicatrices de Dracula (Scars of Dracula), qui se démarque du reste par sa grande violence. Pendant ce temps, Lee incarne encore Dracula, mais pour Jesús Franco cette fois-ci, dans une autre adaptation plus fidèle au roman et pour une autre société de production : Les Nuits de Dracula (Count Dracula).
Après cette période difficile pour la Hammer, celle-ci décide de tenter une dernière idée, plutôt surprenante : faire revivre Dracula dans l'époque contemporaine, celle des années 1970.

En 1970, Christopher Lee dans le rôle de Dracula, et Peter Cushing dans le rôle du Dr frankenstein pour une petite apparition d'une minute dans la comédie One More Time (film, 1970) réalisé par Jerry Lewis avec Sammy Davis Jr.

### La fin d'une saga, ou les paris risqués de la Hammer dans les années 1970

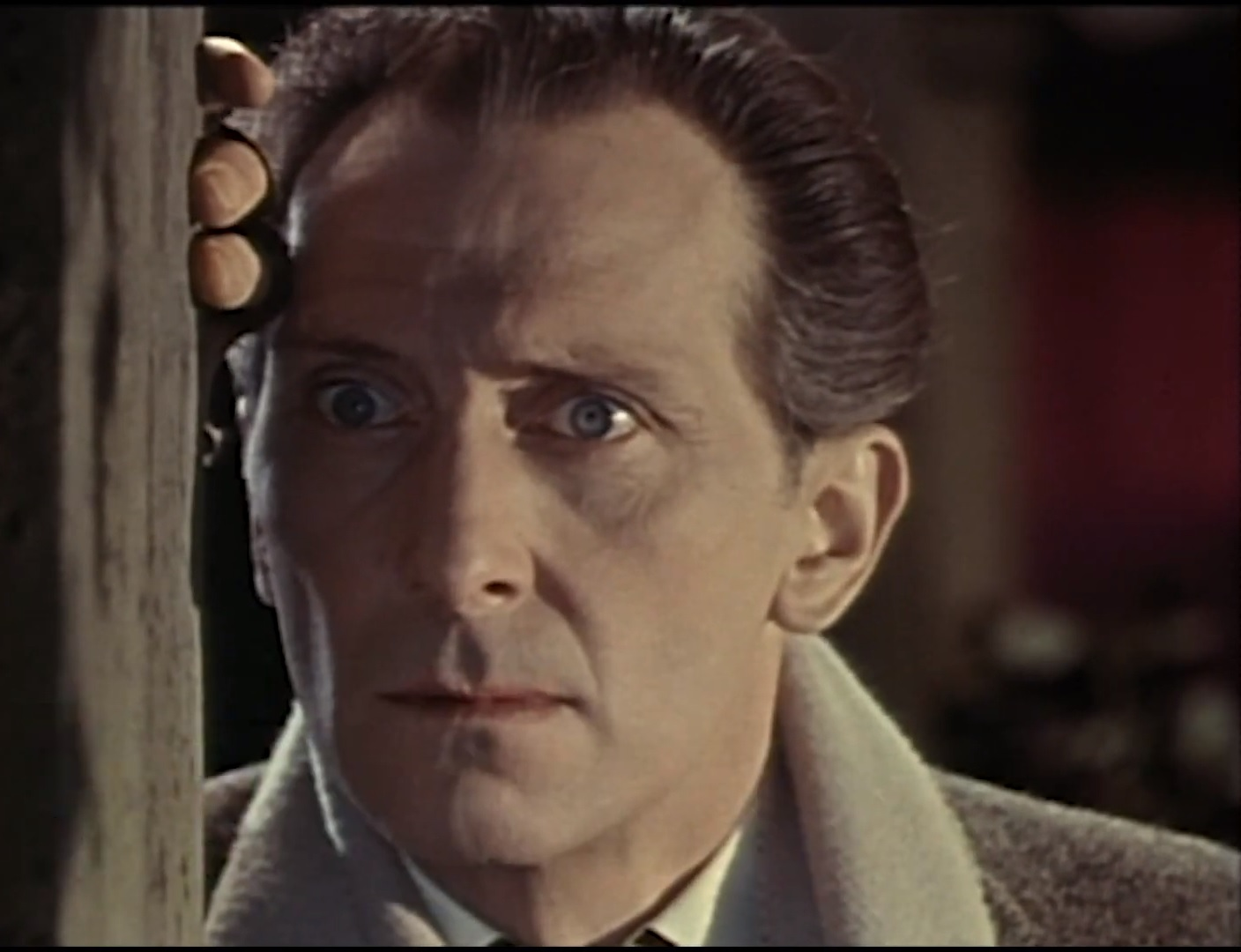
Peter Cushing (ici dans Les Maîtresses de Dracula, 1960) est de retour dans son rôle d'antagoniste de Dracula dans Dracula 73.

En 1972, la Hammer décide d'entreprendre la modernisation de son personnage en le transposant à l'époque moderne. Dans Dracula 73 (Dracula A.D. 1972) de Alan Gibson, des jeunes contestataires menés par le dandy Johnny Alucard ressuscitent Dracula lors d'une messe noire, à laquelle ils participaient uniquement par amusement, dans les années 1970. Ce volet est marquant non seulement par son changement radical de décor mais aussi par le retour, après douze ans d'absence, de Peter Cushing dans le rôle de Lorimer Van Helsing, descendant du personnage qu'il avait interprété dans Le Cauchemar de Dracula et Les Maîtresses de Dracula. Il est chargé, comme son ancêtre, d'éliminer le vampire, et est aidé en cette tâche par Stephanie Beacham dans le rôle de sa fille Jessica. Christopher Lee, toujours présent, se fait voler la vedette dans ce nouvel opus par les jeunes contestataires : en effet, la Hammer tente de rajeunir son public en mettant en avant de nouveaux héros plus jeunes. Mais cette modernisation n'est pas réellement réussie, moins horrifique que Les Cicatrices de Dracula et avec une ambiance érotique moins pesante que dans les précédentes productions. De plus, les admirateurs de la saga sont déçus de ne pas retrouver l'ambiance victorienne à laquelle ils étaient habitués.
L'année suivante, la même équipe est à nouveau engagée pour une suite directe : Dracula vit toujours à Londres (The Satanic Rites of Dracula), l'année suivante. Cette fois-ci, Dracula tente de renverser le pouvoir en répandant la peste noire, avec l'aide de riches capitalistes, mais Lorimer Van Helsing est une fois de plus à ses trousses. Le scénario, tentant d'introduire l'espionnage dans l'intrigue, rencontre le handicap d'un budget très faible et, d'un point de vue technique, de décors nettement moins réussis que ceux des premiers films. Une fois encore, c'est un échec commercial, qui convainc la Hammer de ne plus utiliser Dracula et Christopher Lee de ne plus interpréter le personnage pour la firme.

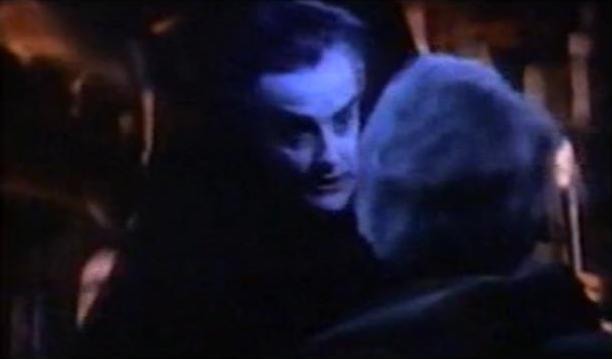
John Forbes-Robertson remplace Christopher Lee dans La Légende des sept vampires d'or (1974).

La société de production commence à montrer de sérieux signes annonciateurs d'une faillite prochaine : pour tenter d'y parer, elle décide de s'associer avec la société hongkongaise Shaw Brothers afin de réaliser des films d'arts martiaux  dans le sillage de Bruce Lee. Shaw Brothers, toutefois, réclame la présence de Dracula dans le premier film de son association avec la Hammer, qui se nommera La Légende des sept vampires d'or (The Legend of the 7 Golden Vampires). Les producteurs cèdent avec réticence, mais décident de ne pas rappeler Christopher Lee, anticipant un refus définitif de sa part. L'acteur qui a la lourde tâche de le remplacer est John Forbes-Robertson. Roy Ward Baker, qui dirige le film, avait déjà réalisé Les Cicatrices de Dracula quelques années, ainsi que Les Passions des vampires dans lequel jouait Forbes-Robertson. Peter Cushing revient une nouvelle fois, cette fois dans le rôle de Lawrence Van Helsing, un autre descendant plus proche d'Abraham. Malgré des moyens plus importants, l'équipe traverse de nombreux problèmes techniques dus à sa méconnaissance des studios de la Shaw Brothers, et a du mal à mêler habilement les folklores gothiques européens et chinois. L'étrange maquillage de l'interprète du comte achève de faire perdre sa crédibilité au film, qui clôt la saga Dracula de la Hammer, bien que certains projets opposant le comte à Sherlock Holmes, à la déesse Kâlî, ou même au prêtre sataniste Mocata (Les Vierges de Satan) fussent un temps annoncés.

## Personnalités liées à la franchise

### Terence Fisher
Terence Fisher est né le 23 février 1904 à Londres. Il exerce divers métiers (matelot, marchand de tissu...) avant de travailler dans le cinéma dès 1937. Il réalise son premier film en 1948 : Colonel Bogey, moyen-métrage fantastique. Son premier long-métrage, Le Mystère du camp 27, sort la même année mais avec un score relativement faible au box-office.
En 1951, William Hinds, de la société de production Hammer Films, le découvre et l'engage. Pendant quelques années, Terence Fisher dirigera alors plusieurs films - notamment des polars - qui lui permettront de s'exercer à la réalisation. Au bout de  quelques années, un projet de film fantastique lui est proposé. Le scénario de Jimmy Sangster s'inspire du roman de Mary Shelley Frankenstein ou le Prométhée moderne et met en scène deux acteurs inconnus, Peter Cushing et Christopher Lee. Le film Frankenstein s'est échappé sort en 1957 et connait un grand succès.
Il est alors proposé à Fisher de réaliser un nouveau film, cette fois-ci fondé sur le roman Dracula de Bram Stoker, avec la même équipe : Le Cauchemar de Dracula. Très grand succès, il asseoit définitivement la popularité de Terence Fisher, qui devient un réalisateur incontournable à qui la Hammer propose de nombreux projets : La Revanche de Frankenstein, Les Maîtresses de Dracula, Le Chien des Baskerville, La Malédiction des pharaons, Le Serment de Robin des Bois.
À partir de la seconde moitié des années 1960, le réalisateur assiste à l'irrémédiable déclin de la Hammer. S'il interrompt rapidement sa collaboration à la saga Dracula, il reste très actif sur la franchise Frankenstein : il en réalise la quasi-totalité, jusqu'à sa conclusion Frankenstein et le monstre de l'enfer en 1974, qui sera aussi son dernier film. Il dirige également l'un des derniers classiques de la Hammer : Les Vierges de Satan, en 1968. Il meurt le 18 juin 1980, toujours dans la capitale britannique.

### Peter Cushing
L'interprète du professeur Van Helsing est né le 26 mai 1913 à proximité de Londres. Acteur de théâtre de formation, il tente sa chance dans le cinéma à partir de la fin des années 1930 comme figurant ou doublure, avant d'acquérir de petits rôles dans certaines productions, comme le film Hamlet de Laurence Olivier.

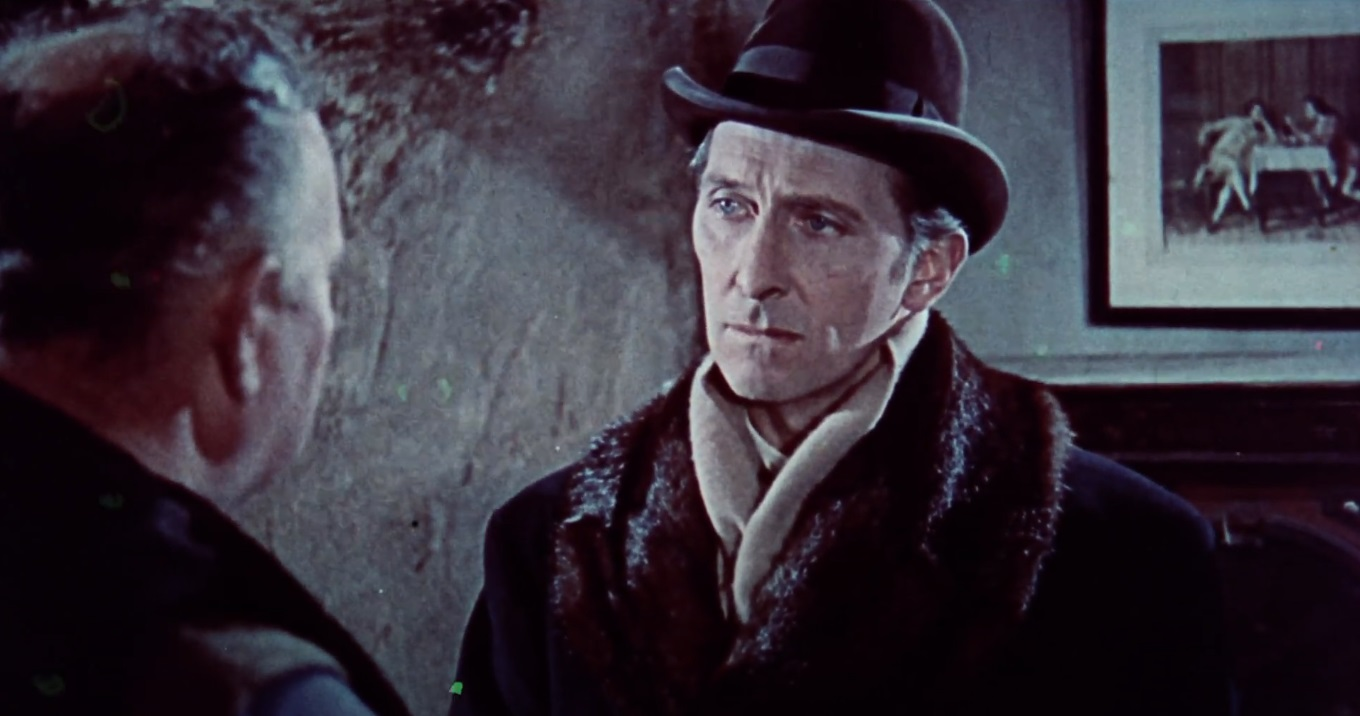
Peter Cushing en 1958 dans Le Cauchemar de Dracula.

Il sort de l'anonymat en 1954 avec 1984 de Rudolph Cartier, adapté du roman de George Orwell, non seulement à cause du scandale que ce téléfilm provoque mais aussi grâce à la performance de Cushing. La Hammer remarque cet acteur et décide de l'engager pour jouer le rôle du professeur Frankenstein dans le film Frankenstein s'est échappé de Terence Fisher en 1957, face à Christopher Lee qui incarne le monstre de Frankenstein. Les deux acteurs se retrouvent l'année suivante dans Le Cauchemar de Dracula, toujours de Fisher, qui confirme la montée en puissance du duo. Peter Cushing retrouve ses deux rôles fétiches en 1959 et 1960 dans La Revanche de Frankenstein et Les Maîtresses de Dracula, à chaque fois sans Lee qui préfère se consacrer à d'autres projets. Il joue également un autre de ses plus grands rôles, celui de Sherlock Holmes, dans Le Chien des Baskerville, toujours de Terence Fisher. Il interprète aussi le Docteur dans deux films tirés de la série télévisée Doctor Who en 1965 et 1966.
Il reste fidèle à Hammer Films jusqu'à la fin, mais ne peut empêcher son déclin. Il joue le Grand Moff Tarkin dans Star Wars, épisode IV : Un nouvel espoir, premier film de la saga Star Wars. Alors qu'il est le seul acteur connu du casting avec Alec Guinness, ce volet connaîtra un succès phénoménal. Il joue ensuite quelques rôles sans prétention, avant de décéder le 11 août 1994 à Canterbury.

### Christopher Lee
Christopher Lee est né le 27 mai 1922 à Londres. Il enchaîne plusieurs métiers avant d'être mobilisé durant la Seconde Guerre mondiale,. En 1946, il tente de devenir acteur, mais sa grande taille le cantonne aux rôles peu importants.

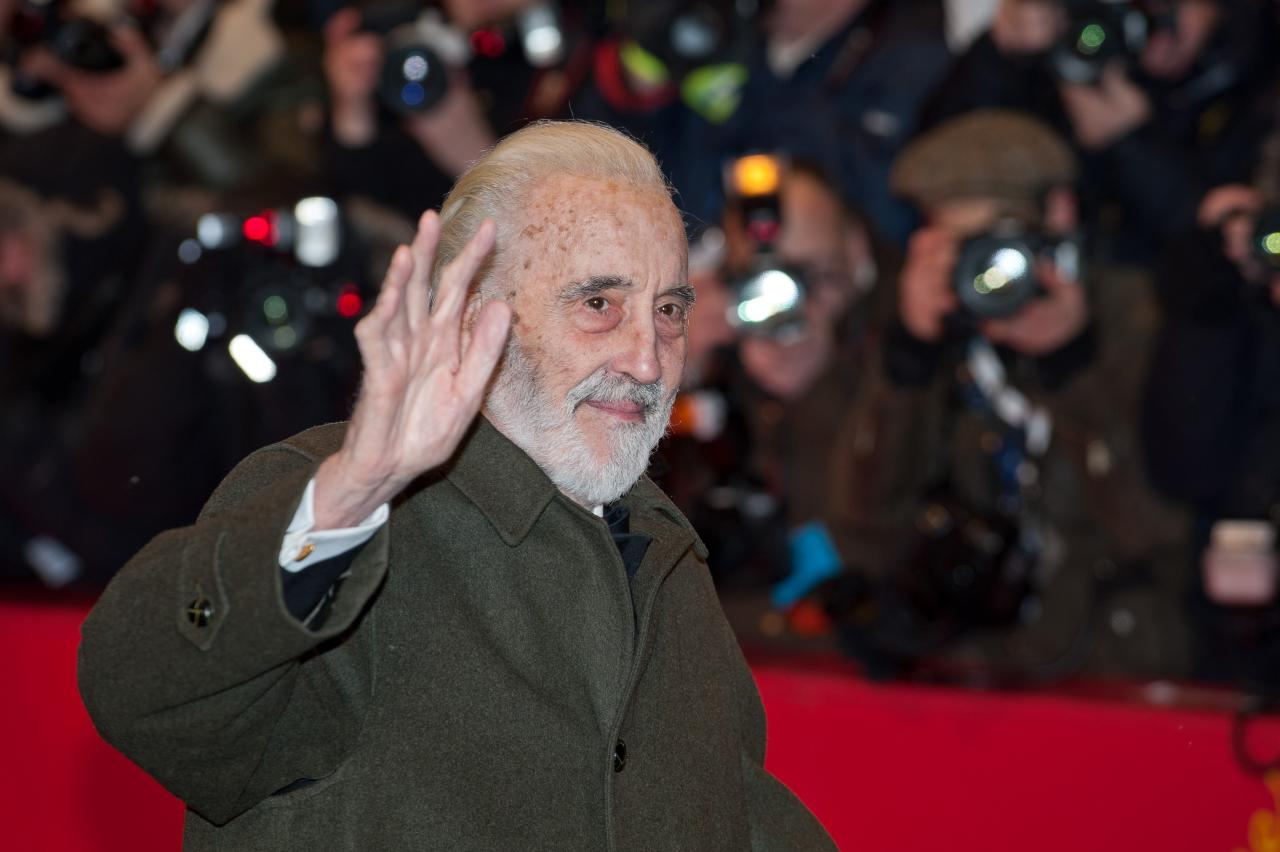
Christopher Lee en 2012.

En 1957, il est repéré par Hammer Films pour jouer dans Frankenstein s'est échappé. Son principal défi est alors de faire oublier son prédécesseur Boris Karloff, dont le masque qui lui a servi pour le film Frankenstein est indissociablement lié au personnage du monstre de Frankenstein : il opte alors pour un autre masque, plus fidèle au personnage original. Le grand succès du film le propulse au rang de vedette, qu'il confirme l'année suivante avec son interprétation désormais culte du comte Dracula dans Le Cauchemar de Dracula.
Dorénavant libre de jouer les personnages qu'il souhaite, il décide de ne pas réinterpréter Dracula ni le monstre de Frankenstein, de peur d'être définitivement associé à ces deux personnages à l'instar de Béla Lugosi. Il se spécialise dans les rôles de personnages inquiétants et manipulateurs, représentant le mal avec une certaine élégance : on le voit ainsi jouer Fu Manchu ou Grigori Raspoutine. Pendant quelques années, il reprend finalement son rôle de comte Dracula pour tenter de sauver la Hammer de la faillite, puis abandonne définitivement ce personnage après Dracula vit toujours à Londres, la saga s'étant trop éloignée, selon lui, de l'œuvre de Bram Stoker.
Parallèlement, il jouera d'ailleurs d'autres rôles de vampires dans d'autres films, tels que Les Nuits de Dracula (1970) de Jesús Franco, une autre adaptation plus fidèle de l'œuvre originale. Il tourne aussi dans des films de plus en plus variés (parfois de nouveau avec Peter Cushing), avant d'atteindre la consécration avec le rôle de Francisco Scaramanga, l'antagoniste de James Bond dans L'Homme au pistolet d'or en 1974. Par la suite, sa carrière semble connaître des hauts et des bas jusqu'à son retour sur le devant de la scène dans les années 2000 avec les rôles de Saroumane dans les sagas Le Seigneur des anneaux et Le Hobbit et du comte Dooku dans la seconde trilogie de Star Wars, ainsi que les productions de Steven Spielberg et Tim Burton.
Il meurt le 7 juin 2015 à Londres, des suites de problèmes pulmonaires et d'une insuffisance cardiaque.

## Fiche technique

### Équipe technique
| Équipe technique | Le Cauchemar de Dracula (1958) | Les Maîtresses de Dracula (1960) | Dracula, prince des ténèbres (1966) | Dracula et les Femmes (1968) | Une messe pour Dracula (1970) | Les Cicatrices de Dracula (1970) | Dracula 73 (1972) | Dracula vit toujours à Londres (1973) | La Légende des sept vampires d'or (1974) |
| ---------------- | ------------------------------ | -------------------------------- | ----------------------------------- | ---------------------------- | ----------------------------- | -------------------------------- | ----------------- | ------------------------------------- | ---------------------------------------- |
| Réalisateur(s)   | Terence Fisher                 | Terence Fisher                   | Terence Fisher                      | Freddie Francis              | Peter Sasdy                   | Roy Ward Baker                   | Alan Gibson       | Alan Gibson                           | Roy Ward Baker                           |
| Producteur(s)    | Anthony Hinds                  | Anthony Hinds                    | Anthony Nelson Keys                 | Aida Young                   | Aida Young                    | Aida Young                       | Michael Carreras  | Roy Skeggs                            | Run Me Shaw                              |
| Producteur(s)    |                                |                                  |                                     |                              |                               |                                  | Josephine Douglas | Don Houghton                          | Don Houghton                             |
| Scénariste(s)    | Jimmy Sangster                 | Jimmy Sangster                   | Jimmy Sangster                      |                              |                               |                                  | Don Houghton      | Don Houghton                          | Don Houghton                             |
| Scénariste(s)    | Anthony Hinds                  |                                  |                                     |                              |                               |                                  |                   |                                       |                                          |
| Scénariste(s)    | Peter Bryan                    |                                  |                                     |                              |                               |                                  |                   |                                       |                                          |
| Scénariste(s)    | Edward Percy                   |                                  |                                     |                              |                               |                                  |                   |                                       |                                          |
| Compositeur(s)   | James Bernard                  | Malcolm Williamson               | James Bernard                       | James Bernard                | James Bernard                 |                                  | Mike Vickers      | John Cacavas                          | James Bernard                            |
| Photographie     | Jack Asher                     | Jack Asher                       | Michael Reed                        | Arthur Grant                 | Arthur Grant                  |                                  | Dick Bush         | Brian Probyn                          | Roy Ford                                 |
| Photographie     |                                |                                  |                                     |                              |                               |                                  |                   | John Wilcox                           |                                          |
| Monteur(s)       | Bill Lenny                     | Alfred Cox                       | Chris Barnes                        | Spencer Reeve                | Chris Barnes                  |                                  | James Needs       | Chris Barnes                          | Chris Barnes                             |
| Dates de sortie  | 2 mai 1958                     | 2 juillet 1960                   | 7 janvier 1966                      | 7 novembre 1968              | 7 mai 1970                    | 8 novembre 1970                  | 8 septembre 1972  | 3 novembre 1973                       | 11 juillet 1974                          |
| Studio           | Hammer Films                   | Hammer Films                     | Hammer Films                        | Hammer Films                 | Hammer Films                  | Hammer Films                     | Hammer Films      | Hammer Films                          | Hammer Films Shaw Brothers               |

### Acteurs principaux
| Personnages   |                                |                                  |                                     |                              |                               |                                  |                   |                                       |                                          |
| Personnages   | Le Cauchemar de Dracula (1958) | Les Maîtresses de Dracula (1960) | Dracula, prince des ténèbres (1966) | Dracula et les Femmes (1968) | Une messe pour Dracula (1970) | Les Cicatrices de Dracula (1970) | Dracula 73 (1972) | Dracula vit toujours à Londres (1973) | La Légende des sept vampires d'or (1974) |
| ------------- | ------------------------------ | -------------------------------- | ----------------------------------- | ---------------------------- | ----------------------------- | -------------------------------- | ----------------- | ------------------------------------- | ---------------------------------------- |
| Comte Dracula | Christopher Lee                |                                  | Christopher Lee                     | Christopher Lee              | Christopher Lee               | Christopher Lee                  | Christopher Lee   | Christopher Lee                       | John Forbes-Robertson                    |
| Van Helsing   | Peter Cushing                  | Peter Cushing                    |                                     |                              |                               |                                  | Peter Cushing     | Peter Cushing                         | Peter Cushing                            |